# Masanori Kobayashi
Masanori Kobayashi (Japans 小林正則) (Chiba, 14 februari 1975) is een Japanse golfer.
Kabahashi werd in 1998 professional en heeft twee toernooien gewonnen op de Japanse Challenge Tour en drie op de Japan Golf Tour. Na het winnen van het Japan Open steeg hij naar de 171ste plaats op de wereldranglijst.

## Gewonnen
Japan Golf Tour
- 2011: Totoumi Hamamatsu Open (-20) po
- 2012: Asia-Pacific Panasonic Open (-17)
- 2013: Japan Open (-10)

Japanse Challenge Tour
- 2000: Hisamitsu KBC Challenge, PRGR Cup (West)